# Григорій Канович
Григорій Канович (справжнє ім'я Яків Семенович Канович; 9 червня 1929, Іонава — 20 січня 2023, Тель-Авів) — російський і литовський письменник, перекладач, драматург, поет, сценарист.

## Біографія та творчість
Народився в сім'ї кравця, який дотримувався єврейських традицій. 1953 року закінчив історико-філологічний факультет Вільнюського університету.
Друкується із 1949 року. Автор збірок віршів російською мовою («Доброго ранку», 1955; «Весняний грім», 1960) та літературних епіграм і пародій литовською мовою («Веселим оком», 1964; «Нагі на Олімпі», 1981). Кановичу належать близько 30 п'єс та кіносценаріїв (деякі у співавторстві) на теми сучасності. Виступав і як перекладач художньої прози з литовської на російську.
Проза Кановича російською майже вся присвячена життю литовського єврейства. Тема моральних шукань єврейського хлопчика з литовського містечка (повісті «Я дивлюся на зірки», 1959; «Особисте життя», 1967) розвивається в трилогії «Свічки на вітрі» (романи: «Птахи над цвинтарем», 1974; «Благослов'я, і вогонь», 1977; «Колискова сніговій бабі», 1979). У трилогії (дія відбувається у 1937—1943 роках) відтворено традиційний мир та духовність східноєвропейського єврейства. Події, навіть найбільшого масштабу (наприклад, Голокост), дано через сприйняття підлітка, а потім юнаки, через що романи за своїм ладом часом нагадують ліричний щоденник. Епічне, філософський початок переважає в циклі романів, присвячених життю єврейського містечка кінця XIX — початку XX століть («Сльози та молитви дурнів», 1983; «І немає рабам раю», 1985; «Козеня за два гроші», 1987). Національна своєрідність романів (тип мислення героїв, висхідний до структури талмудічної діалектики, їх мова) та проблеми, підняті в них (прагнення єврейських мас до національного самозбереження, почуття відповідальності за етичну та етнічну самобутність народу, тенденція частини інтелігенції відмовитися від свого народу заради асиміляції), визначили популярність та злободенність цих творів для радянських євреїв. Стиль Кановича — ліризм у поєднанні з іронією та метафоричністю — надає його романам (особливо останньому циклу) характеру притчі, а афористична, насичена влучними каламбурами мова героїв, у якій відчуваються інтонації та лад мови їдиш, походить від російсько-єврейської літератури х років.
1997 року в журналі «Жовтень» друкувався роман Кановича «Парк забутих євреїв» (№ 4-5), у 1999 році — «Шелест зрубаних дерев» (№ 7-8); 2002 року вийшла книга Кановича «Обличчя у пітьмі» (Єрусалим). Перекладав художню прозу з їдиш російською мовою.
Канович писав про долю єврейського народу, про його взаємини з литовською та російською культурою. У центрі його творів — «маленька людина», яка вперто протистоїть злу і для автора втілює в собі людину взагалі. Розповідь Кановича багатопланова, метафорична. Багато нагадує притчу. Висуваючи на перший план етичні та національні питання, він прагне служити поступовому наближенню людини до добра.
Репатріювався до Ізраїлю 1993 року. Жив у Бат-Ямі.
Помер 20 січня 2023 року у Тель-Авіві.